# ГЕС Jìngpōhú
ГЕС Jìngpōhú (镜泊湖水电站) — гідроелектростанція на північному сході Китаю у провінції Хейлунцзян. Входить до складу каскаду на річці Муданьцзян, правій притоці Сунгарі, котра, своєю чергою, є правою притокою Амуру.
У межах проєкту річку на виході з озера Jìngpō перекрили комбінованою (бетонні та насипні елементи) греблею загальною довжиною 2633 метри. Це дозволило перетворити водойму на сховище з об'ємом 1625 млн м3 (корисний об'єм 944 млн м3) та припустимим коливанням рівня поверхні в операційному режимі між позначками 341 та 351,2 метра НРМ (під час повені рівень може зростати до 352,7 метра НРМ, а об'єм — до 1824 млн м3).
Зі сховища через прокладені у правобережному масиві дериваційні тунелі довжиною 3,2 км та 2,8 км ресурс подається до двох машинних залів, при цьому відстань між ними та греблею по річищу річки становить 7 км та 10 км.
Першу чергу ввели в експлуатацію ще в часи японської окупації, у 1942-му. Вона складається із двох турбін потужністю по 18 МВт, які забезпечують виробництво 120 млн кВт·год електроенергії на рік. А наприкінці 1970-х стала до ладу друга черга із чотирьох турбін типу Френсіс потужністю по 15 МВт, котрі використовують напір у 47 метрів та продукують 200 млн кВт·год електроенергії на рік.